# エル・アル航空機撃墜事件
エル・アル航空機撃墜事件（エル・アルこうくうきげきついじけん）は、民間航空機がブルガリア国防軍機によって、ブルガリアへの領空侵犯を理由に撃墜された事件である。ブルガリア政府は、撃墜は航路逸脱による領空侵犯が原因であったとその正当性を主張した（後の大韓航空機撃墜事件と同様）が、その後遺憾を表明した。

## 事件の概要
1955年7月27日、イスラエル国営エル・アル航空402便は、イギリス・ロンドン発オーストリア・ウィーン経由イスラエル・テルアビブ行きの航空の定期便として運航中であった。機材はロッキード コンステレーション（登録記号：4X-AKC）であった。
ユーゴスラビア（現在のセルビア）のベオグラード付近から東へ航路を逸脱し始めた。そのためブルガリア領空へ侵入し、スクランブル発進したブルガリア国防軍のMiG-15戦闘機2機によって攻撃された。攻撃による出火のため不時着する場所を探して降下中のエル・アル航空機に3度目の攻撃が加えられて右翼が爆発し、午前7時40分（現地時間）にブルガリア・ペトリッチ上空で空中分解して墜落した。これにより乗員7名、乗客51名、計58名全員が犠牲になった。副操縦士は、パルマッハのパルアビア（飛行中隊）を経てイスラエル空軍で活躍し、退役後にエルアルに入社していたピンハス・ベン＝ポラットであった。

## 航路逸脱の原因

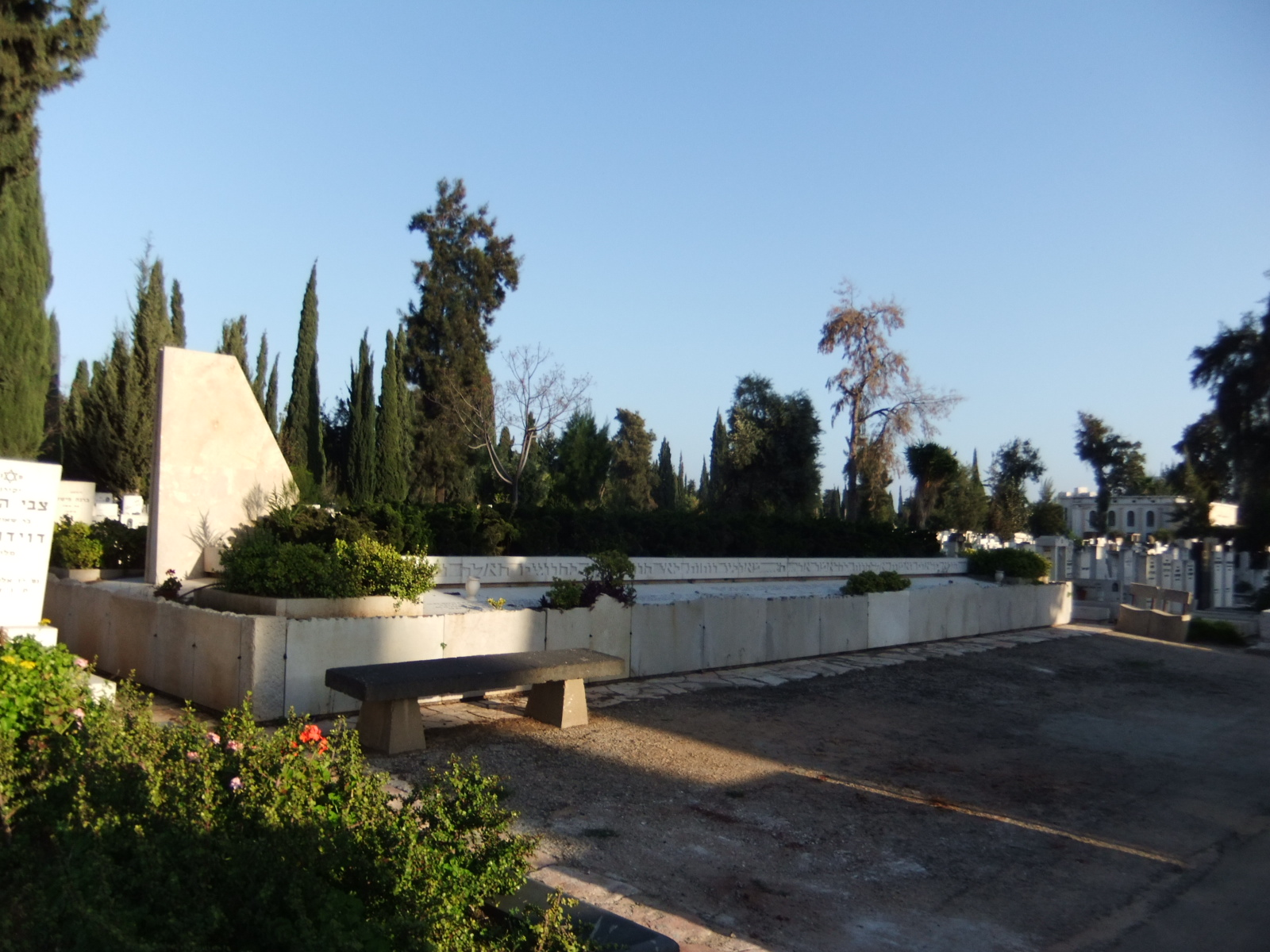
撃墜事故犠牲者の慰霊碑

イスラエル側の調査団は、活発な雷雲の影響で無線方向指示による航法装置に誤差が生じ、その指示からパイロットが予定よりも早く方向変換したことが航路を逸脱した原因であるとした。また隣接するユーゴスラビアとギリシアからの目撃者はブルガリア国防軍が執拗に攻撃していたと証言しており、このことは機体の残骸に多数の弾痕があったことからも確認された。
当初ブルガリア政府は、国際慣習にのっとって領空を侵犯したエル・アル機に対し警告したうえで、パイロットが着陸を拒否したから撃墜したと正当性を主張したが、最終的には撃墜の判断を「迂闊なものであった」と認め遺憾を表明、犠牲者の遺族に補償金を支払った。